# 1er groupement cuirassé
Le 1er groupement cuirassé, ou groupement Delestraint, est une grande unité française de la Seconde Guerre mondiale. Regroupant la 2e et la 4e division cuirassées (2e et 4e DCR) sous les ordres du général Charles Delestraint, il est créé le 24 mai 1940 pendant la bataille de France et dissous le 11 juillet 1940.

## Historique
Le groupement est créé le 24 mai 1940, alors que les DCR sont engagées dans la bataille d'Abbeville. Il n'a initialement qu'un rôle administratif et technique.
Les deux DCR sont placées sous sa responsabilité opérationnelle le 2 juin. Le groupement combat d'abord face à l'offensive allemande sur la Somme, puis couvre la retraite de l'armée de Paris vers la Loire.
L'état-major du groupement est pris en embuscade le 16 juin 1940 à Meung-sur-Loire. À partir de cette date, les deux DCR sont placées sous les ordres d'autres unités et le groupement reprend un simple rôle de coordination.
L'état-major du groupement est dissout le 11 juillet 1940.